# Torregalindo
Torregalindo község Spanyolországban, Burgos tartományban. Torregalindo Milagros, Pardilla, Fuentenebro, Moradillo de Roa, Hontangas és Campillo de Aranda községekkel határos. Lakosainak száma 123 fő (2024).

## Népesség
A település népessége az utóbbi években az alábbiak szerint változott:
| Lakosok száma | 141  | 126  | 148  | 149  | 143  | 134  | 137  | 125  | 120  | 123  |
|               | 2001 | 2004 | 2006 | 2009 | 2011 | 2014 | 2016 | 2019 | 2021 | 2024 |